# Gonzalo Bueno
Gonzalo Diego Bueno Bingola[carece de fontes?] (Montevidéu, 16 de janeiro de 1993) é um futebolista uruguaio que atua como atacante. Atualmente, joga pelo Kuban Krasnodar.
Gonzalo Bueno é filho do ex-futebolista e atual treinador das categorias de base do Nacional, Gustavo Bueno, que era conhecido como Zorro. Sendo assim, Gonzalo recebeu o apelido de Zorrito.

## Carreira
Com 18 anos de idade, ele estreou como jogador profissional em 4 de junho de 2011, em partida válida pelo Campeonato Uruguaio, sendo seu único jogo disputado no Campeonato Uruguaio de 2010–11. Seu time, o Nacional, foi derrotado no Gran Parque Central para o Rampla Juniors por 1 a 0. Seu primeiro gol como profissional foi em sua segunda partida disputada, no dia 18 de setembro, já pelo Campeonato Uruguaio de 2011–12. Bueno ingressou aos 15 minutos da segunda etapa no lugar de Tabaré Viudez e marcou o segundo gol de sua equipe na vitória de 4 a 0 sobre o Cerro Largo, no mesmo estádio de sua estreia.
O jovem atacante debutou no maior clássico uruguaio (Nacional vs. Peñarol) em 20 de novembro do mesmo ano, entrando no intervalo do jogo, no lugar de Mathías Abero. Gonzalo Bueno teve uma destacada atuação, anotando o gol de empate aos 18 minutos do segundo tempo e posteriormente sofrendo o pênalti, convertido por Álvaro Recoba, que decretou a vitória de virada do Nacional por 2 a 1 sobre o seu maior rival. Sendo assim, ele foi eleito como o melhor jogador da partida.

## Estatísticas
Até 30 de abril de 2015.

### Clubes
| Clube             | Temporada         | Campeonato nacional | Campeonato nacional | Campeonato nacional | Copa nacional[a] | Copa nacional[a] | Copa nacional[a] | Competições continentais[b] | Competições continentais[b] | Competições continentais[b] | Outros torneios[c] | Outros torneios[c] | Outros torneios[c] | Total | Total | Total   |
| Clube             | Temporada         | Jogos               | Gols                | Assist.             | Jogos            | Gols             | Assist.          | Jogos                       | Gols                        | Assist.                     | Jogos              | Gols               | Assist.            | Jogos | Gols  | Assist. |
| ----------------- | ----------------- | ------------------- | ------------------- | ------------------- | ---------------- | ---------------- | ---------------- | --------------------------- | --------------------------- | --------------------------- | ------------------ | ------------------ | ------------------ | ----- | ----- | ------- |
| Nacional          | 2010–11           | 1                   | 0                   | 0                   | —                | —                | —                | —                           | —                           | —                           | —                  | —                  | —                  | 1     | 0     | 0       |
| Nacional          | 2011–12           | 22                  | 6                   | 9                   | —                | —                | —                | 4                           | 0                           | 0                           | —                  | —                  | —                  | 26    | 6     | 9       |
| Nacional          | 2012–13           | 28                  | 8                   | 4                   | —                | —                | —                | 10                          | 4                           | 1                           | —                  | —                  | —                  | 38    | 12    | 5       |
| Nacional          | Total             | 51                  | 14                  | 13                  | 0                | 0                | 0                | 14                          | 4                           | 1                           | 0                  | 0                  | 0                  | 65    | 18    | 14      |
| Kuban Krasnodar   | 2013–14           | 3                   | 0                   | 0                   | 1                | 0                | 0                | 3                           | 0                           | 1                           | —                  | —                  | —                  | 7     | 0     | 1       |
| Kuban Krasnodar   | 2014–15           | 0                   | 0                   | 0                   | —                | —                | —                | —                           | —                           | —                           | —                  | —                  | —                  | 0     | 0     | 0       |
| Kuban Krasnodar   | Total             | 3                   | 0                   | 0                   | 1                | 0                | 0                | 3                           | 0                           | 1                           | 0                  | 0                  | 0                  | 7     | 0     | 1       |
| Nacional          | 2014–15           | 5                   | 0                   | 0                   | —                | —                | —                | 1                           | 0                           | 0                           | 1                  | 0                  | 0                  | 7     | 0     | 0       |
| Nacional          | Total             | 5                   | 0                   | 0                   | 0                | 0                | 0                | 1                           | 0                           | 0                           | 1                  | 0                  | 0                  | 7     | 0     | 0       |
| Total na carreira | Total na carreira | 59                  | 14                  | 13                  | 1                | 0                | 0                | 18                          | 4                           | 2                           | 1                  | 0                  | 0                  | 79    | 18    | 15      |

- a. ^ Jogos da Copa da Rússia
- b. ^ Jogos da Copa Sul-Americana, Copa Libertadores e Liga Europa da UEFA
- c. ^ Jogos do Jogo amistoso

## Títulos
Nacional
- Campeonato Uruguaio: 2010–11 e 2011–12